# Sukajaya (Cimerak)
Sukajaya is een bestuurslaag in het regentschap Ciamis van de provincie West-Java, Indonesië. Sukajaya telt 4083 inwoners (volkstelling 2010).